# 鑰匙銀行

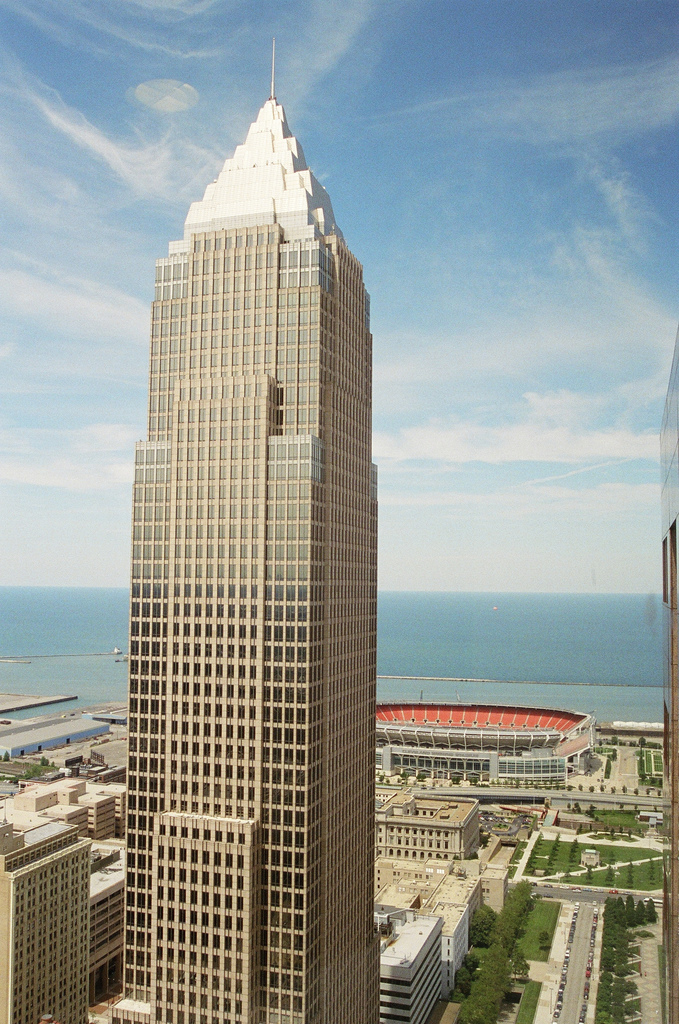
KeyCorp位於俄亥俄州克利夫蘭的總部鑰匙大樓

鑰匙銀行（英語：KeyBank）為KeyCorp公司的主要子公司，是一家地區性銀行，總部設在俄亥俄州克利夫蘭，在美國最大的銀行中排名第28位。
鑰匙銀行的客戶群涵蓋零售、小型企業、企業和投資客戶。該銀行擁有1,197分行和1,572座自動取款機，分布在阿拉斯加、科羅拉多州、康涅狄格州、特拉華州、佛羅里達州、愛達荷州、伊利諾伊州、印第安納州、愛荷華州、緬因州、馬里蘭州、馬薩諸塞州、密歇根州、明尼蘇達州、新澤西州、紐約州、俄亥俄州、俄勒岡州、賓夕法尼亞州、羅得島州、德克薩斯州、猶他州、佛蒙特州、弗吉尼亞州、華盛頓特區和華盛頓州。KeyCorp則在39個州設有業務辦事處。
截至2018年，Key在《財富》500強榜單中排名第412 位。

## 外部連結
- - KeyBank的商業數據：Google Finance
  - Yahoo! Finance
  - Reuters
  - SEC filings
  - Bloomberg